# مقاطعة غرين (جورجيا)
مقاطعة غرين (بالإنجليزية: Greene County)‏ هي إحدى المقاطعات في ولاية جورجيا في الولايات المتحدة الأمريكية.

## أعلام
- بنجامين فيتزباتريك
- صادوق كيسي
- بنجامين دبليو. بيرس